# San Marino och eurosamarbetet
San Marino har euron som valuta sedan den 1 januari 1999. Euron är Europeiska unionens officiella valuta, som används i många av Europeiska unionens medlemsstater och ett antal andra stater utanför unionen. De länder som använder euron kallas gemensamt för euroområdet. De lägre valörerna av euron utgörs av mynt, medan de högre valörerna utgörs av sedlar. Euromynten har en gemensam europeisk sida som visar värdet på myntet och en nationell sida som visar en symbol vald av den medlemsstat där myntet präglades. Varje medlemsstat har således en eller flera symboler som är unika för just det landet.
Euromynten har en gemensam europeisk sida som visar värdet på myntet och en nationell sida som visar en symbol vald av den medlemsstat där myntet präglades. Varje medlemsstat har således en eller flera symboler som är unika för just det landet. (För bilder av den gemensamma sidan och en detaljerad beskrivning av mynten, se artikeln om euromynt.)
Fyra av de europeiska mikrostaterna, bland annat San Marino, har avtal med EU om att de får använda euron, och prägla en begränsad mängd giltiga euromynt. Men de är inte medlemmar i EU och inte fullvärdiga medlemmar i eurozonen, och får inte trycka sedlar.
Alla sanmarinska euromynt pryds av olika motiv. På encentmynten är Il Montale-tornet präglade, på tvåcentmynten frihetsstatyn (Statua della Libertà), på femcentmynten La Guaita-tornet, på tiocentmynten Sankt Marinus-basilikan (Basilica di San Marino), på tjugocentmynten ett porträtt av helgonet Sankt Marinus (som grundade San Marino) och på 50-centmynten de tre tornen La Guaita, La Cesta och Il Montale. På de högsta valörerna, en- och tvåeuromynten, finns San Marinos statsvapen respektive San Marinos regeringsbyggnad. Dessutom präglas alla mynt med EU:s tolv stjärnor, det årtal myntet är präglat samt texten ”San Marino”.
San Marino får endast prägla en mindre mängd mynt (till ett värde av 1,9 miljoner euro). Detta gör dem relativt eftertraktade som samlarmynt och sällan använda som betalningsmedel. San Marino har ett separat valutaavtal med EU.
San Marino har präglat en serie mynt och sju versioner av tvåeurojubileumsmynt.

## Utseende

### Första serien (från 2002)
|        |        |        |         |         |         |        |        |
| 1 cent | 2 cent | 5 cent | 10 cent | 20 cent | 50 cent | 1 euro | 2 euro |

### Jubileumsmynt à 2 euro
|                     |                       |                                               |                                                   |                                            |                                                 |                                              |
| 2004                | 2005                  | 2006                                          | 2007                                              | 2008                                       | 2009                                            | 2010                                         |
| Bartolomeo Borghesi | Världsåret för fysik. | Femhundraårsdagen av Christofer Columbus död. | Tvåhundraårsdagen av Giuseppe Garibaldis födelse. | Europeiska året för interkulturell dialog. | Europeiska året för kreativitet och innovation. | Femhundraårsdagen av Sandro Botticellis död. |